# Paul Westphal
Paul Douglas Westphal (Torrance, 30 novembre 1950 – Scottsdale, 2 gennaio 2021) è stato un cestista e allenatore di pallacanestro statunitense, professionista nella NBA.
È scomparso nel gennaio 2021 all'età di 70 anni a seguito di un tumore cerebrale.

## Carriera
Paul Douglas Westphal ha avuto una lunga carriera nella NBA, sia come giocatore che come allenatore. Come giocatore, ha vinto un campionato NBA con i Boston Celtics nelle finali NBA del 1974. Oltre ad essere selezionato a cinque All-Star Game, dal 1977 al 1981, Westphal ha ottenuto tre selezioni per la Prima Squadra All-NBA e una per la Seconda squadra. Riuscì a tornare alle finali più avanti, nel 1993, come capo allenatore dei Phoenix Suns uscendo però sconfitto per mano dei Chicago Bulls di Michael Jordan.
È stato anche capo allenatore dei Seattle SuperSonics e dei Sacramento Kings. È tornato nel suo stato di origine in California come allenatore della squadra maschile alla Pepperdine University dal 2001 al 2006. È stato inserito nella Naismith Basketball Hall of Fame nel 2019.

## Statistiche

### NBA

#### Regular Season
| Anno       | Squadra          | PG  | PT  | MP   | TC%  | 3P%  | TL%  | RP  | AP  | PRP | SP  | PP   |
| ---------- | ---------------- | --- | --- | ---- | ---- | ---- | ---- | --- | --- | --- | --- | ---- |
| 1972-1973  | Boston Celtics   | 60  | -   | 8,0  | 42,0 | -    | 77,9 | 1,1 | 1,2 | -   | -   | 4,1  |
| 1973-1974† | Boston Celtics   | 82  | -   | 14,2 | 50,1 | -    | 73,2 | 1,7 | 2,1 | 0,5 | 0,4 | 7,2  |
| 1974-1975  | Boston Celtics   | 82  | -   | 19,3 | 51,0 | -    | 76,3 | 2,0 | 2,9 | 1,0 | 0,4 | 9,8  |
| 1975-1976  | Phoenix Suns     | 82  | -   | 36,1 | 49,4 | -    | 83,0 | 3,2 | 5,4 | 2,6 | 0,5 | 20,5 |
| 1976-1977  | Phoenix Suns     | 81  | -   | 32,1 | 51,8 | -    | 82,5 | 2,3 | 5,7 | 1,7 | 0,3 | 21,3 |
| 1977-1978  | Phoenix Suns     | 80  | -   | 31,0 | 51,6 | -    | 81,3 | 2,1 | 5,5 | 1,7 | 0,4 | 25,2 |
| 1978-1979  | Phoenix Suns     | 81  | -   | 32,6 | 53,5 | -    | 83,7 | 2,0 | 6,5 | 1,4 | 0,3 | 24,0 |
| 1979-1980  | Phoenix Suns     | 82  | 82  | 32,5 | 52,5 | 28,0 | 86,2 | 2,3 | 5,1 | 1,5 | 0,4 | 21,9 |
| 1980-1981  | Seattle S.Sonics | 36  | -   | 29,9 | 44,2 | 24,0 | 83,2 | 1,9 | 4,1 | 1,3 | 0,4 | 16,7 |
| 1981-1982  | N.Y. Knicks      | 18  | 12  | 25,1 | 44,3 | 25,0 | 76,6 | 1,2 | 5,6 | 1,1 | 0,4 | 11,7 |
| 1982-1983  | N.Y. Knicks      | 80  | 59  | 24,7 | 45,9 | 29,2 | 80,4 | 1,4 | 5,5 | 1,1 | 0,2 | 10,0 |
| 1983-1984  | Phoenix Suns     | 59  | 2   | 14,7 | 46,0 | 26,9 | 82,4 | 0,7 | 2,5 | 0,7 | 0,1 | 7,0  |
| Carriera   | Carriera         | 823 | 155 | 25,5 | 50,4 | -    | 82,0 | 1,9 | 4,4 | 1,3 | 0,3 | 15,6 |

#### Playoffs
| Anno     | Squadra        | PG  | PT | MP   | TC%  | 3P%  | TL%  | RP  | AP  | PRP | SP  | PP   |
| -------- | -------------- | --- | -- | ---- | ---- | ---- | ---- | --- | --- | --- | --- | ---- |
| 1973     | Boston Celtics | 11  | -  | 9,9  | 48,7 | -    | 71,4 | 0,6 | 0,8 | -   | -   | 3,9  |
| 1974†    | Boston Celtics | 18  | -  | 13,4 | 46,0 | -    | 73,3 | 1,2 | 1,7 | 0,4 | 0,1 | 5,7  |
| 1975     | Boston Celtics | 11  | -  | 16,6 | 46,9 | -    | 66,7 | 1,2 | 2,9 | 0,5 | 0,2 | 8,0  |
| 1976     | Phoenix Suns   | 19  | -  | 36,1 | 51,1 | -    | 76,3 | 2,5 | 5,1 | 1,8 | 0,5 | 21,1 |
| 1978     | Phoenix Suns   | 2   | -  | 33,0 | 46,8 | -    | 88,9 | 3,0 | 9,5 | 0,5 | 0,0 | 26,0 |
| 1979     | Phoenix Suns   | 15  | -  | 35,6 | 49,5 | -    | 78,8 | 2,2 | 4,3 | 1,0 | 0,3 | 22,4 |
| 1980     | Phoenix Suns   | 8   | -  | 31,6 | 48,6 | 8,3  | 87,5 | 1,3 | 3,9 | 1,4 | 0,4 | 20,9 |
| 1983     | N.Y. Knicks    | 6   | -  | 26,0 | 44,0 | 37,5 | 76,9 | 1,3 | 5,7 | 0,3 | 0,3 | 9,5  |
| 1984     | Phoenix Suns   | 17  | -  | 13,1 | 37,5 | 22,2 | 87,5 | 0,5 | 2,2 | 0,7 | 0,0 | 5,3  |
| Carriera | Carriera       | 107 | -  | 22,9 | 48,1 | -    | 78,9 | 1,4 | 3,3 | 0,9 | 0,2 | 12,5 |

## Palmarès

### Giocatore
- NCAA AP All-America Second Team (1971)
- Campionato NBA: 1

Boston Celtics: 1974
- 3 volte All-NBA First Team (1977, 1979, 1980)
- All-NBA Second Team (1978)
- 5 volte NBA All-Star (1977, 1978, 1979, 1980, 1981)

### Allenatore
- 2 volte allenatore all'NBA All-Star Game (1993, 1995)